# Шопенгауэр, Генрих Флорис
Ге́нрих Фло́рис Шопенга́уэр (нем. Heinrich Floris Schopenhauer; 27 июня 1747, Данциг — 20 апреля 1805, Гамбург) — крупный немецкий коммерсант, отец философа Артура Шопенгауэра и писательницы Аделе Шопенгауэр. Родился в семье потомственных коммерсантов. Предположительно, имел наследственную предрасположенность к психическому расстройству, выражавшуюся в крайнем деспотизме и вспыльчивости. Обучался торговому делу во Франции и Англии, что сделало его носителем либеральных взглядов. После окончания обучения вернулся в Данциг, где занялся коммерцией. В возрасте 38 лет по расчёту женился на дочери своих партнёров по бизнесу Иоганне, урождённой Трозинер — от этого брака родились Артур и Аделе Шопенгауэр. Стремился сделать наследником своего торгового дела сына, несмотря на отсутствие у последнего такого желания и его явную предрасположенность к наукам. В возрасте 57 лет погиб, выпав из окна собственного дома — предположительно, это было вызванным депрессией самоубийством.

## Предки
Отец Генриха Флориса Шопенгауэра, Андреас (1720—1793), был данцигским торговцем, а мать Анна Рената Шопенгауэр (урождённая Сурман) — дочерью Хендрика Сурмана, голландского купца и посла Нидерландов в ганзейском городе Данциге. По сведениям биографа Артура Шопенгауэра Вильгельма Гвиннера, Анна Рената страдала психическими расстройствами, которые передала по меньшей мере двум из своих сыновей, среди которых был и Генрих Флорис, что выражалось в его чрезвычайной деспотичности и вспыльчивости.

## Биография

### Ранние годы
Генрих Флорис Шопенгауэр родился 27 июня 1747 года в городе Данциге (современный Гданьск), который на тот момент был вольным ганзейским городом. Генрих Флорис был вторым из пятнадцати детей Андреаса и Анны Ренаты. Он обучался в Данциге и за границей, выучил французский и английский языки, после чего установил деловое партнёрство с предпринимателями из нескольких европейских стран. Генрих Флорис был большим поклонником британской политической и экономической системы и даже стал подписчиком газеты The Times, которую с малолетства приучал читать своего ставшего знаменитым сына.
С 1770 по 1773 год обучался в Бордо у судовладельца Иоганна Якоба Бетмана, старшего партнёра компании «Бетман и Имберт». Генрих Флорис был восхищён тем, как организована работа у Бетмана, и в дальнейшем стремился проводить аналогичную политику строгого порядка и жёсткой дисциплины на собственных предприятиях. В 1773 году он вернулся из Бордо в свой родной город и включился вместе со своим братом Иоганном Фридрихом в управление бизнесом — компания «Братья Шопенгауэры» специализировалась на торговле солью, холстом и древесиной (по другим данным, основным направлением деятельности Генриха Флориса была торговля зерном). Со временем ситуация в Данциге ухудшалась, многие окрестные земли были захвачены Пруссией, которая наложила торговые ограничения по ввозу и вывозу товаров, что подрывало роль Данцига как торгового моста между Польшей и Европой. В 1883 году Генрих Флорис даже попал под суд за попытку обойти эти ограничения, однако отделался штрафом в 50 талеров.
Генрис Флорис был убеждённым республиканцем, его девиз звучал как Point de bonheur sans liberté (с фр. — «Нет счастья без свободы»). В 1773 году он получил предложение от прусского короля Фридриха II, которому был нужен специалист по данцигским делам, переехать в Пруссию и стать прусским гражданином, но отверг его.

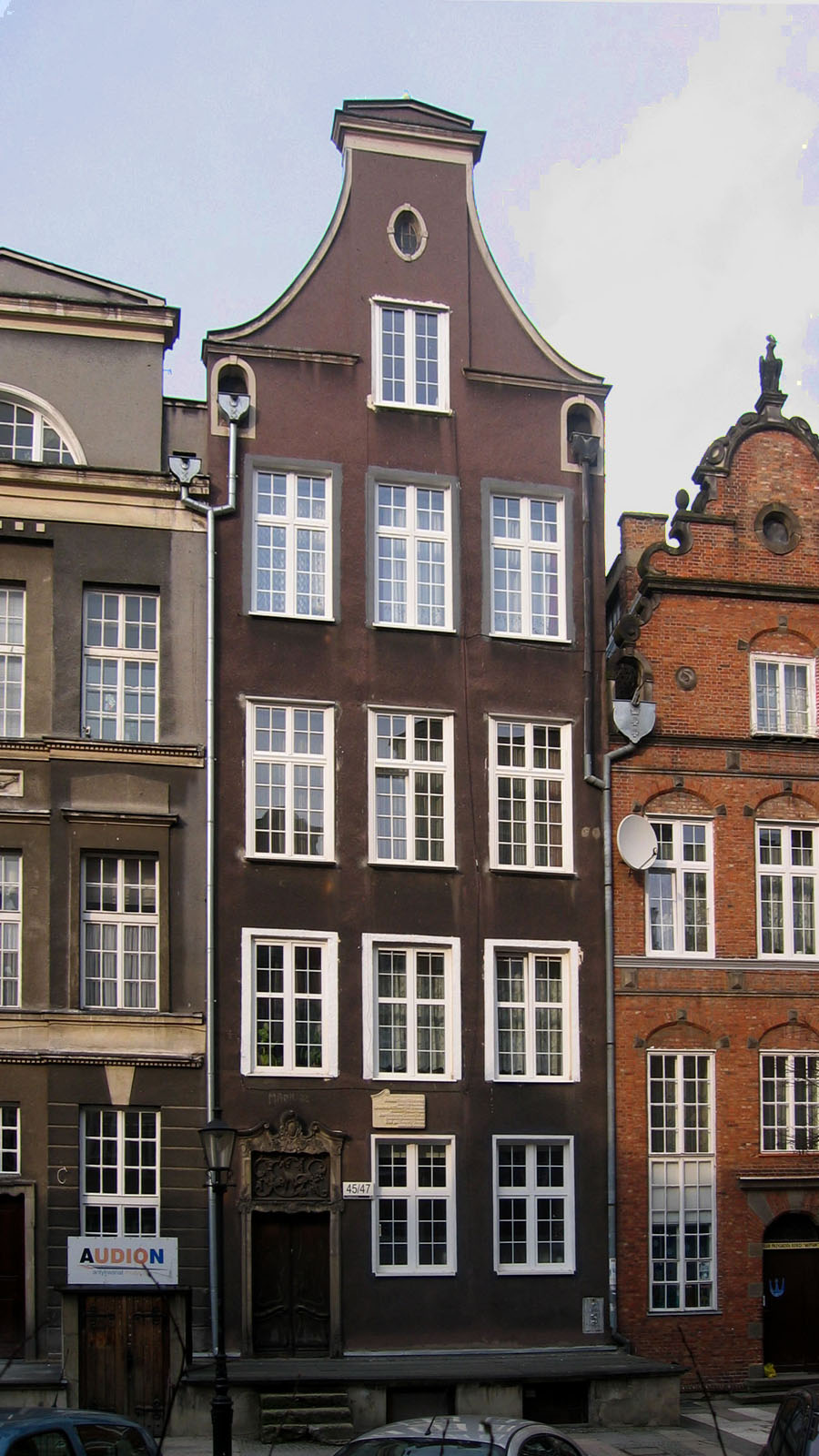
Дом Шопенгауэров в Данциге

### Женитьба
Генрих Флорис долго не женился. Лишь 10 апреля 1785 года, когда ему было уже 38 лет, он попросил у своего делового партнёра — крупного предпринимателя и члена городского совета Данцига Кристиана Генриха Трозинера — руки его дочери Иоганны, которой на тот момент было 18 лет. Трозинер согласился, и 16 мая того же года состоялась свадьба. Брак был заключён по расчёту и оказался неудачным для обоих супругов. После свадьбы чета Шопенгауров переехала в построенный за год до этого дом Генриха Флориса в Данциге по адресу Хайлиге-Гайст-Гассе, 114. Этот дом с фасадом в стиле барокко был шикарно обставлен; в нём также содержалась большая коллекция живописи и скульптуры, насчитывавшая примерно 200 экспонатов.
Через два года после свадьбы, 24 июня 1787 года, пара отправилась в путешествие, целью которого был Париж, а затем — Лондон. Несмотря на то, что они путешествовали не в дилижансе, а в собственной комфортабельной карете, лошадей для которой меняли на каждой станции, путешествие было очень тяжёлым, а дороги в Пруссии были столь плохи, что в сутки молодожёны проделывали лишь 10—14 померанских миль (75—100 километров). Путешествие шло через Берлин, затем Ганновер, где Генрих Флорис обратился к известному в то время врачу Иоганну Георгу фон Циммерману за консультацией по поводу начинавшейся у него глухоты. Циммерман порекомендовал лечение водами, после чего пара отправилась на курорт Бад-Пирмонт. Проведя некоторое время в Бад-Пирмонте, Шопенгауэры продолжили своё путешествие — через Кассель, Франкфурт-на-Майне, Гент, Антверпен, Брюссель и Лилль, к лету 1787 года они добрались до Парижа. Осенью Генрих Флорис и Иоганна доехали до Лондона, где узнали, что Иоганна беременна. Генрих Флорис хотел, чтобы ребёнок родился в Англии, поскольку тогда тот мог бы получить английское гражданство, которое в торговых делах давало большие преимущества. Однако Иоганна наотрез отказалась рожать вдали от дома, и мужу пришлось уступить — пара отправилась в обратный путь и достигла Данцига 31 декабря. 22 февраля 1788 года у Иоганны родился сын, который получил по настоянию Генриха Флориса «чисто английское» имя Артур.

### Переезд в Гамбург

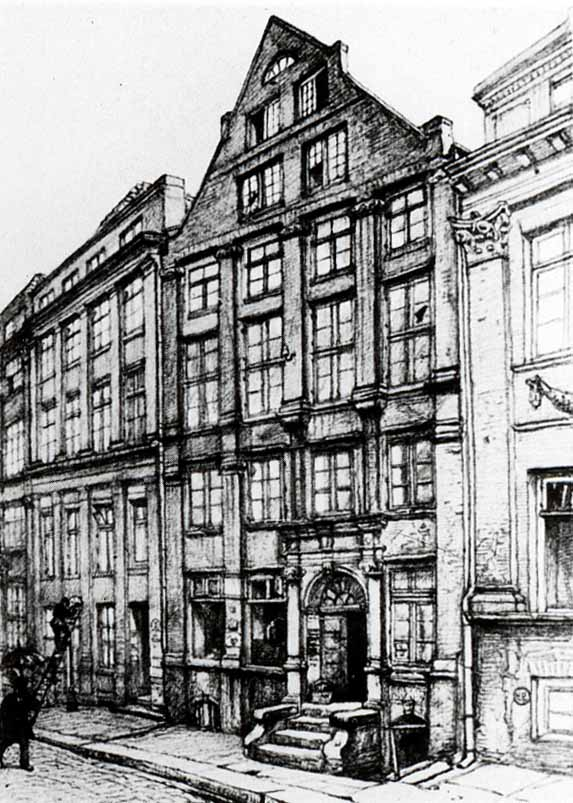
Предположительно второй дом Шопенгауэров в Гамбурге

В начале 1793 года между Российской империей и Пруссией был подписан договор, вошедший в историю как Второй раздел Речи Посполитой. Согласно этому договору, Данциг должен был перейти во владение Пруссии. Шопенгауэр, как и другие крупные данцигские либеральные торговцы, был категорическим противником установления прусского контроля над его родным городом. Это были не эмоции, а трезвый расчёт — Шопенгауэр считал, что в условиях жёсткой иерархии военизированного прусского государства останется меньше возможностей для прибыльной торговли. За несколько часов до вступления в город прусских войск Генрих Флорис с семьёй покинул Данциг, переночевал в своём загородном доме, а на следующий день отправился в Гамбург. Переезд в Гамбург стоил Генриху Флорису примерно десятую долю его состояния, которое ему пришлось выплатить в виде налогов. В Гамбурге, который был во многом похож на Данциг с точки зрения законов, но в несколько раз крупнее, Шопенгауэры сперва поселились в промышленном квартале по адресу Альтштедтер-Нойенвег, 76. Дела у Генриха Флориса на новом месте пошли хорошо, и уже через 3 года, в 1796 году, семья переселилась в куда более просторное здание в более престижном районе — их новый адрес был Нойер-Вандрам, 97. Именно в этом доме 12 июля 1797 года у Шопенгауэров родилась дочь Аделе. После рождения дочери мать практически полностью устранилась от воспитания сына, которым теперь занимался практически исключительно Генрих Флорис — уже через четыре недели после рождения дочери он уехал с Артуром в путешествие по Франции. Шопенгауэр-старший оставил сына в Гавре на обучение у своего делового партнёра Грегуара де Блезимера, а сам отправился в Англию, после чего вернулся в Гамбург.
Артур провёл в Гавре 2 года, а затем вернулся к отцу и матери в Гамбург. По возвращении он был помещён в дорогую частную школу доктора Иоганна Генриха Кристиана Рунге. Почти сразу обнаружилась страсть мальчика к наукам об окружающем мире и к философии, что чрезвычайно радовало доктора Рунге, но раздосадовало отца — он видел Артура своим преемником в бизнесе, а не учёным.

### Последний год жизни
Стремясь отвлечь сына от «вредных мыслей», Генрих Флорис предложил своему сыну выбор: остаться в Гамбурге, чтобы готовиться к поступлению в университет, или отправиться в новое большое турне по Европе. Артур выбрал второе, и 3 мая 1803 года Генрих Флорис вместе с Иоганной и Артуром выехали из Гамбурга, оставив дома маленькую Аделе. Их путь лежал через Амстердам и Гаагу до Кале. Там они пересели на судно, пересекли Ла-Манш, после чего из Дувра отправились в Лондон, где задержались на несколько месяцев. 5 ноября путешественники покинули Англию и отправились в Париж, где также провели несколько месяцев. В надежде, что средиземноморский климат благотворно скажется на состоянии главы семейства, 4 марта 1804 года семья отправилась в Марсель. В этом городе Шопенгауэры пробыли до марта, после чего отправились в Швейцарию, а оттуда через южную Германию, Вену, Богемию и Саксонию — в Берлин, куда добрались 25 августа 1804 года. Из Берлина Генрих Флорис был срочно вызван в Гамбург по делам, в то время как Иоганна и Артур отправились в Данциг. В родном городе Генриха Флориса Артур должен был начать обучение торговому делу — уступка, на которую сын согласился, чтобы не расстраивать своего отца.
В декабре семья получила известие, что здоровье отца резко ухудшилось — глубокая депрессия чередовалась с бурными приступами вспыльчивости и манией преследования. Они срочно выехали из Данцига в Гамбург. Утром 20 апреля 1805 года тело Генриха Флориса было найдено в канале за их домом — он выпал с верхнего этажа дома. Жена и сын считали, что это было самоубийством, но истинная причина смерти до сих пор не установлена.

## Наследство
После смерти мужа Иоганна Шопенгауэр решила не заниматься продолжением его коммерческих дел, к которым не питала никакой склонности. Она продала фирму Генриха Флориса и в феврале 1806 года вместе с дочерью Аделе переехала в Веймар. Артур остался в Гамбурге. Полученные деньги должны были быть разделены на три равные части — вдове, сыну и дочери почившего коммерсанта. Вплоть до наступления совершеннолетия детей управление этими финансами взяла на себя Иоганна. Через год 18-летний Артур действительно получил причитавшуюся ему долю от отцовского состояния, что, по его собственному признанию, помогло ему заниматься наукой и чувствовать себя финансово независимым.